# Чемпионат мира по боксу 2017
19-й чемпионат мира по боксу среди любителей, прошедший с 25 августа по 2 сентября 2017 года в Гамбурге (Германия) на арене «Альтерсдорфер Шпортхалле». Первые 3 строчки победителей в командном зачёте заняли боксёры из Кубы (7 медалей), Узбекистана и Казахстана — по 6 медалей.

## Выбор места проведения
Гамбург получил право проведения чемпионата на предыдущем чемпионате в Дохе (Катар). Конкурентами были российский Сочи и столица Узбекистана — Ташкент. Ранее Германия уже проводила чемпионаты мира — в Мюнхене в 1982 и в Берлине в 1995 году.
Спонсорами соревнований выступили компании Borgward, adidas, SportCom, Boxsport, H-Hotels.com и Teamsportreisen.

## Команды и составы
В чемпионате приняли участие 279 боксеров из 85 стран, в том числе 18 медалистов Летних Олимпийских игр в Рио де-Жанейро 2016. Самые большие делегации представили страны, занявшие высокое место в командном зачете континентальных чемпионатов (Узбекистан, Украина, Камерун, США, Аргентина, Казахстан, Австралия, Россия, Англия и Германия).
В числе самых титулованных боксеров в чемпионате участвовали Евгений Тищенко (до 91), Исраил Мадримов и Дьедоне Нтсенг (до 75 кг), Хасанбой Дусматов (до 49), Василий Егоров (до 49), Василий Левит (до 91), Деланте Джонсон (до 60), Ласаро Альварес (до 60), Эрисланди Савон (до 91), Бектемир Меликузиев и Джозеф Уорд (до 81). Самым юным боксёром на турнире был датчанин Ахмед эль-Ахмад (род. 2 ноября 1998), самым возрастным — колумбиец Дейвис Хулио (род. 12 сентября 1980).

## Судьи
- Макфуни Абдельлатиф
- Сергей Асанов
- Алехандро Баррьентос Мартинес
- Джеймс Беклс
- Ларс Бровиль
- Лука Вадилонга
- Рукман Векадапола
- Мануэль Виларино
- Энтони Кетлуэлл
- Рамона Мануэла Кобзак
- Сергей Крутасов
- Хольгер Куссмауль
- Дмитрий Лазарев
- Йоани Маден
- Бен Макгерригл
- Славомир Мильчарек
- Сид Али Мокретари
- Павел Павлов
- Дон Ривера
- Ермек Суйениш
- Вероника Сюч
- Дэвид Марк Уильямс
- Серу Уиппи
- Эммануэль Феррейра Валентин
- Элвин Финч
- Франк Фьякко
- Александр Хамидов
- Кацунори Ханабуса
- Леонид Ханевич
- Яшар Чинар
- Чо Чон Сук
- Гинтарас Шнюкшта
- Юрген Шрёдер
- Силду Эваску
- Фархад Энджинир Кавасджи

## Распределение наград
Медалисты
| Весовая категория | Золото                            | Серебро                      | Бронза                             |
| ----------------- | --------------------------------- | ---------------------------- | ---------------------------------- |
| до 49 кг          | Хоанис Архилагос Куба             | Хасанбой Дусматов Узбекистан | Ержан Жомарт Казахстан             |
| до 49 кг          | Хоанис Архилагос Куба             | Хасанбой Дусматов Узбекистан | Юберхен Мартинес Колумбия          |
| до 52 кг          | Йосвани Вейтия Куба               | Жасурбек Латипов Узбекистан  | Тамир Галанов Россия               |
| до 52 кг          | Йосвани Вейтия Куба               | Жасурбек Латипов Узбекистан  | Ким Ингю Южная Корея               |
| до 56 кг          | Кайрат Ералиев Казахстан          | Дюк Рэган США                | Питер Макгрейл Англия              |
| до 56 кг          | Кайрат Ералиев Казахстан          | Дюк Рэган США                | Гаурав Битхури Индия               |
| до 60 кг          | Софьян Умиа Франция               | Ласаро Альварес Куба         | Отар Эраносян Грузия               |
| до 60 кг          | Софьян Умиа Франция               | Ласаро Альварес Куба         | Доржнямбуугийн Отгондалай Монголия |
| до 64 кг          | Энди Крус Гомес Куба              | Икболжон Холдаров Узбекистан | Фредис Рохас США                   |
| до 64 кг          | Энди Крус Гомес Куба              | Икболжон Холдаров Узбекистан | Оганес Бачков Армения              |
| до 69 кг          | Шахрам Гиясов Узбекистан          | Роньель Иглесиас Куба        | Аблайхан Жусупов Казахстан         |
| до 69 кг          | Шахрам Гиясов Узбекистан          | Роньель Иглесиас Куба        | Абасс Барау Германия               |
| до 75 кг          | Александр Хижняк Украина          | Абильхан Аманкул Казахстан   | Камран Шахсуварлы Азербайджан      |
| до 75 кг          | Александр Хижняк Украина          | Абильхан Аманкул Казахстан   | Трой Айзли США                     |
| до 81 кг          | Хулио Сесар ла Крус Куба          | Джо Уорд Ирландия            | Карлос Мина Эквадор                |
| до 81 кг          | Хулио Сесар ла Крус Куба          | Джо Уорд Ирландия            | Бектемир Меликузиев Узбекистан     |
| до 91 кг          | Эрисланди Савон Куба              | Евгений Тищенко Россия       | Василий Левит Казахстан            |
| до 91 кг          | Эрисланди Савон Куба              | Евгений Тищенко Россия       | Санжар Турсунов Узбекистан         |
| свыше 91 кг       | Магомедрасул Меджидов Азербайджан | Камшыбек Кункабаев Казахстан | Арсен Фоку-Фоссо Камерун           |
| свыше 91 кг       | Магомедрасул Меджидов Азербайджан | Камшыбек Кункабаев Казахстан | Джозеф Гудолл Австралия            |

Командный зачет
| Место | Страна                | Золото | Серебро | Бронза | Всего |
| ----- | --------------------- | ------ | ------- | ------ | ----- |
| 1     | Флаг Кубы             | 5      | 2       | 0      | 7     |
| 2     | Флаг Узбекистана      | 1      | 3       | 2      | 6     |
| 3     | Флаг Казахстана       | 1      | 2       | 3      | 6     |
| 4     | Флаг Азербайджана     | 1      | 0       | 1      | 2     |
| 5     | Флаг Франции          | 1      | 0       | 0      | 1     |
| 5     | Флаг Украины          | 1      | 0       | 0      | 1     |
| 7     | Флаг США              | 0      | 1       | 2      | 3     |
| 8     | Флаг России           | 0      | 1       | 1      | 2     |
| 9     | Флаг Ирландии         | 0      | 1       | 0      | 1     |
| 10    | Флаг Армении          | 0      | 0       | 1      | 1     |
| 10    | Флаг Австралии        | 0      | 0       | 1      | 1     |
| 10    | Флаг Камеруна         | 0      | 0       | 1      | 1     |
| 10    | Флаг Колумбии         | 0      | 0       | 1      | 1     |
| 10    | Флаг Эквадора         | 0      | 0       | 1      | 1     |
| 10    | Флаг Англии           | 0      | 0       | 1      | 1     |
| 10    | Флаг Грузии           | 0      | 0       | 1      | 1     |
| 10    | Флаг Германии         | 0      | 0       | 1      | 1     |
| 10    | Флаг Индии            | 0      | 0       | 1      | 1     |
| 10    | Флаг Монголии         | 0      | 0       | 1      | 1     |
| 10    | Флаг Республики Корея | 0      | 0       | 1      | 1     |
| Total | Total                 | 10     | 10      | 20     | 40    |

Лучшим боксёром чемпионата мира был признан украинский боксёр Александр Хижняк, ставший чемпионом мира в весе до 75 кг. Лучшей командой чемпионата мира была признана сборная Кубы. Лучшим тренером чемпионата мира был признан американец Билли Уолш. Приз «фейр-плей» получил немецкий боксёр Артём Арутюнян.